# NGC 1560
NGC 1560 هي مجرة تتبع كوكبة الزرافة. اكتشفها فيلهلم تمبل في 1 أغسطس 1883.

## روابط خارجية
- NGC 1560 على موقع ويكي سكاي: DSS2, SDSS, GALEX, IRAS, Hydrogen α, X-Ray, Astrophoto, Sky Map, Articles and images